# Arthur Jaffe
Arthur Jaffe, né le 22 décembre 1937 à New York est un physicien mathématicien nord-américain qui travaille principalement dans la théorie quantique des champs axiomatique.

## Biographie
Jaffe étudie d'abord la chimie à l'Université de Princeton (B.A. 1959), puis les mathématiques à l'Université de Cambridge (au Clare College, B.A., 1961). En 1961, il retourne à Princeton, où il obtient en 1966 un doctorat en physique avec Arthur Wightman et des diplômes en mathématiques, physique et chimie. Entre-temps, il est en 1963-19644 avec Wightman à l'IHÉS à Paris, où il rencontre également Res Jost et Klaus Hepp. En 1966, il est à l'Université Stanford et à partir de 1967 assistant professor à l'Université Harvard, où il est en 1970 professeur de physique, puis en 1973, professeur de mathématiques ; entre 1987 et 1990 il est président du département de mathématiques. Il est actuellement (2015) à Harvard professeur de « mathématiques et de science théorique » sur la chaire de Landon T. Clay. Il a été professeur invité à l'ETH Zurich en 1968, date qui marque le début d'une collaboration avec notamment Robert Schrader (de), Konrad Osterwalder et Jürg Fröhlich, ainsi qu'à l'Université Rockefeller, à l'Université de Rome « La Sapienza » et à l'Université de Princeton.

## Prix et responsabilités
Prix
- 1978 : Invited Speaker au Congrès international des mathématiciens à Helsinki (Conférence : Introduction to gauge theories).
- 1979 : prix de physique mathématique de l'Académie des sciences de New York.
- 1980 : prix Dannie Heineman pour la physique mathématique.

Responsabilités scientifiques
- De 1991-96, président de l'Association internationale de physique mathématique.
- Pendant 21 ans, éditeur du journal Communications in Mathematical Physics.
- Membre de l'Académie américaine des arts et des sciences et de l'Académie nationale des sciences des États-Unis.
- Membre fondateur de l'Institut de mathématiques Clay, et président de l’Institut de 1998 à 2001.
- Un des fondateurs, en 1976, de la Summer School for Theoretical Physics à Cargèse, dont il était l’organisateur de 1976 à 1996.
- En 2005, successeur de Michael Atiyah comme président de l'Institut d'études avancées de Dublin.
- En 1997-1998 président de la société mathématique américaine, dont il est un Fellow[1].

## Travaux
Dans une série d'articles avec James Glimm parus de 1969 à 1972, il crée les fondements d'une « théorie quantique des champs constructive », présentée dans leur livre : Glimm, Jaffre Quantum physics : a functional integral point of view (1981, 1987). Ils justifient aussi l'emploi de la technique de renormalisation indépendamment de la théorie des perturbations et sont les premiers à démontrer l'existence de théories quantiques des champs relativistes non triviales (en dimension spatiale 2 ou 3, le cas de la dimension 4 est ouvert) et l'existence de diverses phases dans les théories quantiques des champs. Plus tard, il travaille entre autres sur la théorie de jauge et en géométrie non commutative.
Son article avec Frank Quinn dans le Bulletin de l’American mathematical society de 1993 a suscité un débat sur le rôle de la rigueur mathématique en mathématiques appliquées, et notamment dans la théorie des cordes, discussion sollicitée par les auteurs.

## Publications
- James Glimm et Arthur Jaffe, Quantum physics : a functional integral point of view, New York, Springer-Verlag, 1987, 2e éd. (1re éd. 1981), XXII+535 (ISBN 978-0-387-96476-8)
- (en) James Glimm et Arthur Jaffe, Collected Papers : Quantum field theory and statistical mechanics, vol. 1, Boston, Birkhäuser, coll. « Contemporary Physicists », 1985, 418 p. (ISBN 978-0-8176-3271-7, BNF 37360524, présentation en ligne) — Réimpression d'articles parus en 1969-1977.
- (en) James Glimm et Arthur Jaffe, Collected Papers : Constructive quantum field theory, vol. 2, Boston, Birkhäuser, coll. « Contemporary Physicists », 1985, 533 p. (ISBN 978-0-8176-3272-4, BNF 37360524, présentation en ligne) — Réimpression d'articles parus en 1968-1980.
- Arthur Jaffe et Frank Quinn, « Theoretical Mathematics – towards a cultural synthesis of mathematics and theoretical physics », Bulletin of the AMS (New series), vol. 29, no 1,‎ 1993, p. 1-13 (lire en ligne)
- Arthur Jaffe, « Reflections and twists », Publications Mathématiques de l'IHÉS, vol. S88,‎ 1998, p. 119-130 (MR 1667904, zbMATH 0994.81061, lire en ligne) — Souvenirs de l'IHÉS.